# Championnats du monde de cyclisme urbain 2018
Navigation
2017 2019
Les championnats du monde de cyclisme urbain 2018 sont la 2e édition de ces championnats, organisés par l'Union cycliste internationale (UCI) et rassemblant trois disciplines : le trial, le cross-country éliminatoire et le BMX freestyle. Ils ont lieu à Chengdu, en Chine, du 5 au 11 novembre 2018.

## Podiums

### Cross-country éliminatoire
| Épreuves | Or                    | Argent       | Bronze            |
| -------- | --------------------- | ------------ | ----------------- |
| Hommes   | Titouan Perrin-Ganier | Hugo Briatta | Lorenzo Serres    |
| Femmes   | Coline Clauzure       | Iryna Popova | Marion Fromberger |

### Trial
| Épreuves                  | Or                                                                               | Argent                                                                                    | Bronze                                                                        |
| ------------------------- | -------------------------------------------------------------------------------- | ----------------------------------------------------------------------------------------- | ----------------------------------------------------------------------------- |
| Hommes 26 pouces          | Jack Carthy                                                                      | Sergi Llongueras                                                                          | Nicolas Vallée                                                                |
| Hommes 20 pouces          | Thomas Pechhacker                                                                | Ion Areitio                                                                               | Dominik Oswald                                                                |
| Femmes                    | Nina Reichenbach                                                                 | Manon Basseville                                                                          | Janine Jungfels                                                               |
| Hommes, juniors 26 pouces | Oliver Widmann                                                                   | Felix Keitel                                                                              | Nathan Charra                                                                 |
| Hommes, juniors 20 pouces | Alejandro Montalvo                                                               | Charlie Rolls                                                                             | Marti Aran                                                                    |
| Par équipes               | Espagne Sergi Llongueras Alejandro Montalvo Martí Arán Ion Areitio Irene Caminos | Allemagne Dominik Oswald Noah Sandritter Oliver Widmann Nina Reichenbach Andreas Strasser | France Nicolas Vallée Alex Rudeau Nathan Charra Arnaud Janin Manon Basseville |

### BMX freestyle
| Épreuves | Or             | Argent                  | Bronze         |
| -------- | -------------- | ----------------------- | -------------- |
| Hommes   | Justin Dowell  | Kenneth Tencio Esquivel | Brandon Loupos |
| Femmes   | Perris Benegas | Angie Marino            | Hannah Roberts |

## Tableau des médailles
| Rang | Nation          | Or | Argent | Bronze | Total |
| ---- | --------------- | -- | ------ | ------ | ----- |
| 1    | France          | 2  | 2      | 4      | 8     |
| 2    | Espagne         | 2  | 2      | 1      | 5     |
| 3    | Allemagne       | 2  | 2      | 2      | 6     |
| 4    | États-Unis      | 2  | 1      | 1      | 4     |
| 5    | Grande-Bretagne | 1  | 1      | 0      | 2     |
| 6    | Autriche        | 1  | 0      | 0      | 1     |
| 7    | Costa Rica      | 0  | 1      | 0      | 1     |
| 7    | Ukraine         | 0  | 1      | 0      | 1     |
| 9    | Australie       | 0  | 0      | 2      | 2     |
|      | TOTAL           | 10 | 10     | 10     | 30    |